# 가미와치촌
가미와치촌(일본어: 上和知村)은 일본 교토부 후나이군에 있던 촌이다.

## 역사
- 1889년 4월 1일 - 정촌제 시행에 의해 15촌의 구역을 가지고 성립하였다.
- 1955년 4월 1일 - 시모와치촌과 합병해, 와치정이 성립, 동일 가미와치촌은 폐지되었다.

## 교통

### 철도
구촌 지역에 일본국유철도 산인본선이 지나가지만 역은 소재하지 않았다.

## 참고문헌
- 角川日本地名大辞典 26 京都府